# Clarke Johnstone
Clarke Johnstone (né le 26 avril 1987) est un cavalier néo-zélandais de concours complet.
En 2010, il remporte la médaille de bronze aux jeux équestres mondiaux à Lexington avec l'équipe de concours complet de son pays. L'année suivante, en 2011, il remporte la coupe du monde de concours complet d'équitation. Clarke Johnstone participe à ses premiers jeux olympiques en 2016.